# Johann Gottfried Elsner
Johann Gottfried Elsner, född den 14 januari 1784 i Gottesberg, död den 5 juni 1869 i Waldenburg, var en tysk lantbruksförfattare. 
Elsner levde som praktisk jordbrukare i Schlesien och verkade med stor iver för lantbruksnäringens, i synnerhet fåravelns, höjande. Bland hans många skrifter märks Die rationelle Landwirthschaft (1841) och Die rationelle Schafzucht (1848; 2:a upplagan 1849).